# Beryl (gerenciador de janelas)
Beryl era um gerenciador de janelas para Linux que simulava um ambiente 3D. Era derivado do conceito de usar GPU no Linux, que usa a capacidade da placa de vídeo, liberando recursos do processador.

## História
Tudo começou com os XGL e Compiz, usando o OpenGL. Mais tarde, a dupla foi parcialmente substituída pelo AIGLX e Beryl.

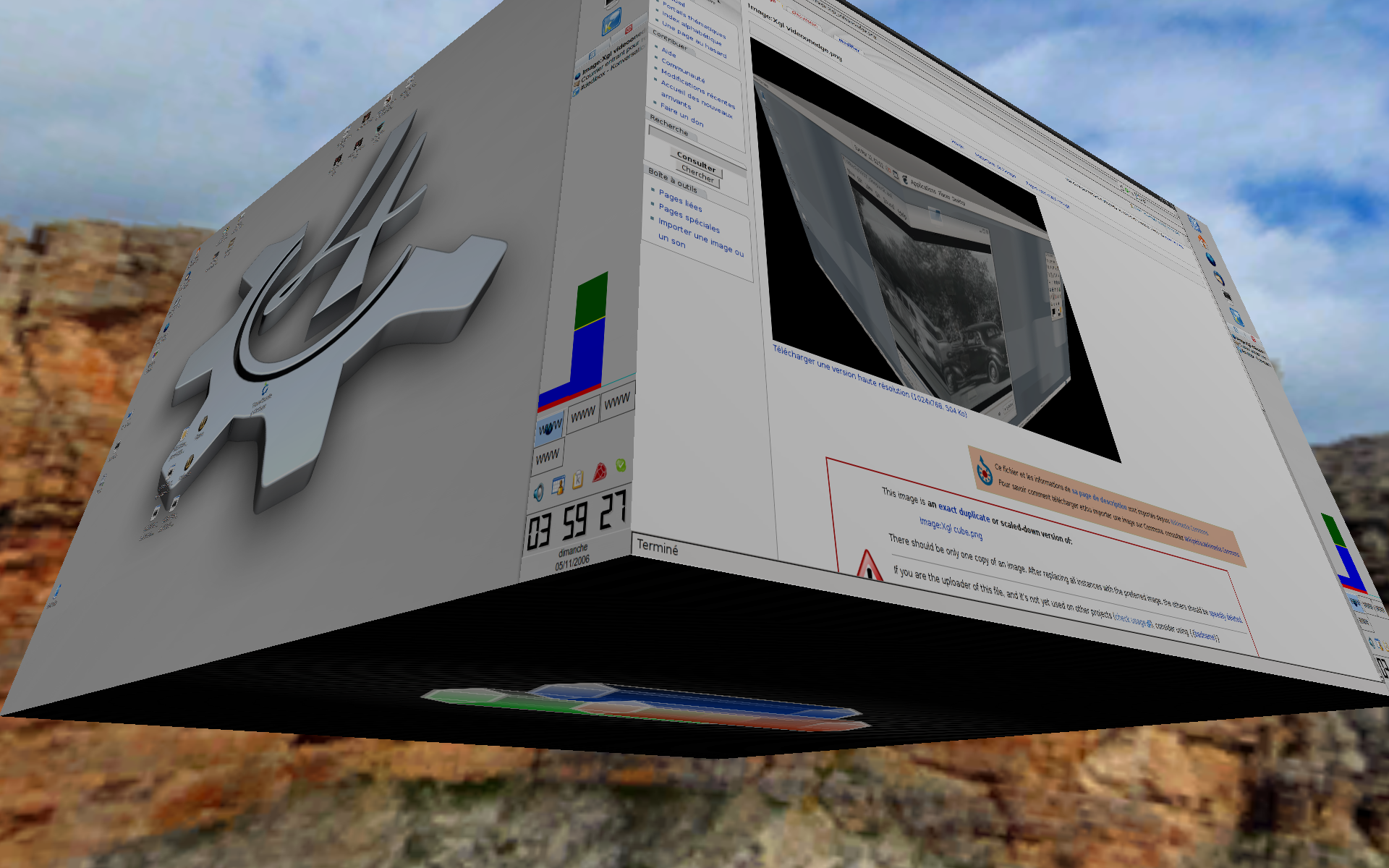
Beryl em ação.

Ao contrário do XGL que rodava como um servidor X com acesso XGL direto, o AIGLX vem como apenas um módulo do atual Xorg, podendo ser desativado e ativado quando se bem entender. 
O Beryl também surgiu como "fork e aperfeiçoamento do Compiz,com a intenção de aplicar idéias que até então não existiam no projeto original.
Em abril de 2007, os líderes dos dois projetos anunciaram que iriam se unir e o novo
sistema teria o núcleo do Compiz mas com uma divisão responsável pelos efeitos, chamada inicialmente de 
Composite Community. Em 21 de junho de 2007 foi lançada a primeira versão do novo projeto, batizado agora como Compiz Fusion.

## Características
- Permite visualizar 4 desktops em um cubo transparente em 3D, ou qualquer número de desktops formando um polígono adequado
- Separa janelas em profundidades;
- Desktops unidos em tempo real;
- Efeitos de fechar com fogo, energias e outros;
- Efeitos de ondas quando solta uma janela;
- Efeitos dinâmicos da janel,a conforme se move.
- Efeitos aleatórios, desde os mais simples aos mais sofisticados
- Transparência de janelas
- Deformação do cubo, formando um cilindro(por plug-in)
- Camada de Widgets (como a parte à direita da desktop do Windows Vista)